# Jan David Zocher

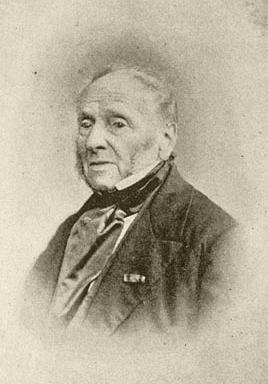
Jan David Zocher

Jan David Zocher (* 12. Februar 1791 in Haarlem; † 8. Juli 1870 ebenda), in der Fachwelt Jan David II Zocher genannt, war ein niederländischer Architekt, Städtebauer und Landschaftsarchitekt. Er führte den Englischen Landschaftspark in den Niederlanden ein und entwarf zahlreiche klassizistische Gebäude.
Zwischen 1810 und 1822 erweiterte er den Park von Schloss Biljoen. 1834 gestaltete Zocher den riesigen, im 400 ha großen Landgut Linschoten in der Provinz Utrecht gelegenen Park aus dem 18. Jahrhundert völlig um und versah ihn mit einer Reihe von kunstvoll angelegten Wasserstraßen und einer Brücke. Viele selten Pflanzen, wie Milchstern, Bärenlauch, Meerzwiebel, wilde Hyazinthen. Mittlerweile wurde das Landgut in ein Landschaftsschutzgebiet umgewandelt.
Auch Teile des Herrenhauses te Linschoten, mindestens die rechte Empfangshalle, von der nur noch der neugotische Schornstein erhalten blieb sowie einen raffiniert gestalteten Geheimganges von der Bibliothek aus entwarf Zocher für das ursprünglich von Johan Strick (1583–1648) gebauten und mehreren Umbauten unterworfenen Anwesens.
Zocherplantsoen, ein Utrechter Park, wurde von ihm 1829 entworfen. Die Ausführung begann er 1850 zusammen mit seinem Sohn Louis Paul Zocher und sollte bis 1870 dauern. Auch den berühmten Amsterdamer Vondelpark entwarf er 1864 mit seinem Sohn. Weiterhin wurde „Het Park“ in Rotterdam ca. 1870 von Zocher entworfen.
Das bekannteste von ihm entworfene Gebäude war die Beurs van Zocher (Börse von Zocher), – wo heute das Kaufhaus De Bijenkorf steht – die er nach dem Vorbild eines griechischen Tempels gestaltete. Die Börse wurde am 10. September 1845 von König Willem II. eingeweiht. Bereits 1903 wurde sie niedergerissen, weil sie zu klein geworden war und einem großzügigeren Gebäude, die Beurs van Berlage (Börse von Berlage), weichen musste.
Sein gleichnamiger Vater Jan David Zocher (1763–1817), zur Unterscheidung vom Sohn Jan David I Zocher genannt, und der Bruder Karel George Zocher (1796–1863) waren Landschaftsarchitekten.